# Flaga stanowa Wisconsin
Flaga stanowa Wisconsin we współczesnej wersji - niebieską z herbem - ustanowiono 29 kwietnia 1913 roku. W 1981 roku dodano nazwę stanu i datę przyjęcia do Unii. Na tarczy herbowej przedstawiono symbole rolnictwa, górnictwa, przemysłu i żeglugi. Umieszczony w centrum herb i dewiza państwowa USA E pluribus unum (Z wielu jedno) dodatkowo przypominają o przynależności do Unii. Borsuk odzwierciedla przydomek Stan borsuka. Róg obfitości i sztabki ołowiu symbolizują główne gałęzie gospodarki, rolnictwo i górnictwo. Tarczę podtrzymują marynarz i górnik - symbole pracy na lądzie i morzu.
Przyjęta 1 czerwca 1981 roku. Proporcje 2:3